# Nationaluniversität Laos
Die Nationaluniversität Laos (Lao ມະຫາວິທະຍາໄລແຫ່ງຊາດ, Maha Vithanyalai Aehngsad; Engl. National University of Laos) ist eine Universität mit Sitz in der laotischen Hauptstadt Vientiane. Lehrinstitute und andere Einrichtungen befinden sich auch in anderen Städten des Landes, z. B. in Luang Prabang. Der Besuch der Universität ist gebührenpflichtig. Bei ihrer Gründung 1996 entstanden ihre Fakultäten aus bereits existierenden Hochschulen und wurden nur in der neuen Universität zusammengefasst. 
Im Studienjahr 2004/05 hatte die Universität 22.624 Studenten. Sie gehört dem Greater Mekong Subregion Academic and Research Network und dem ASEAN-Universitäts-Netzwerk an.

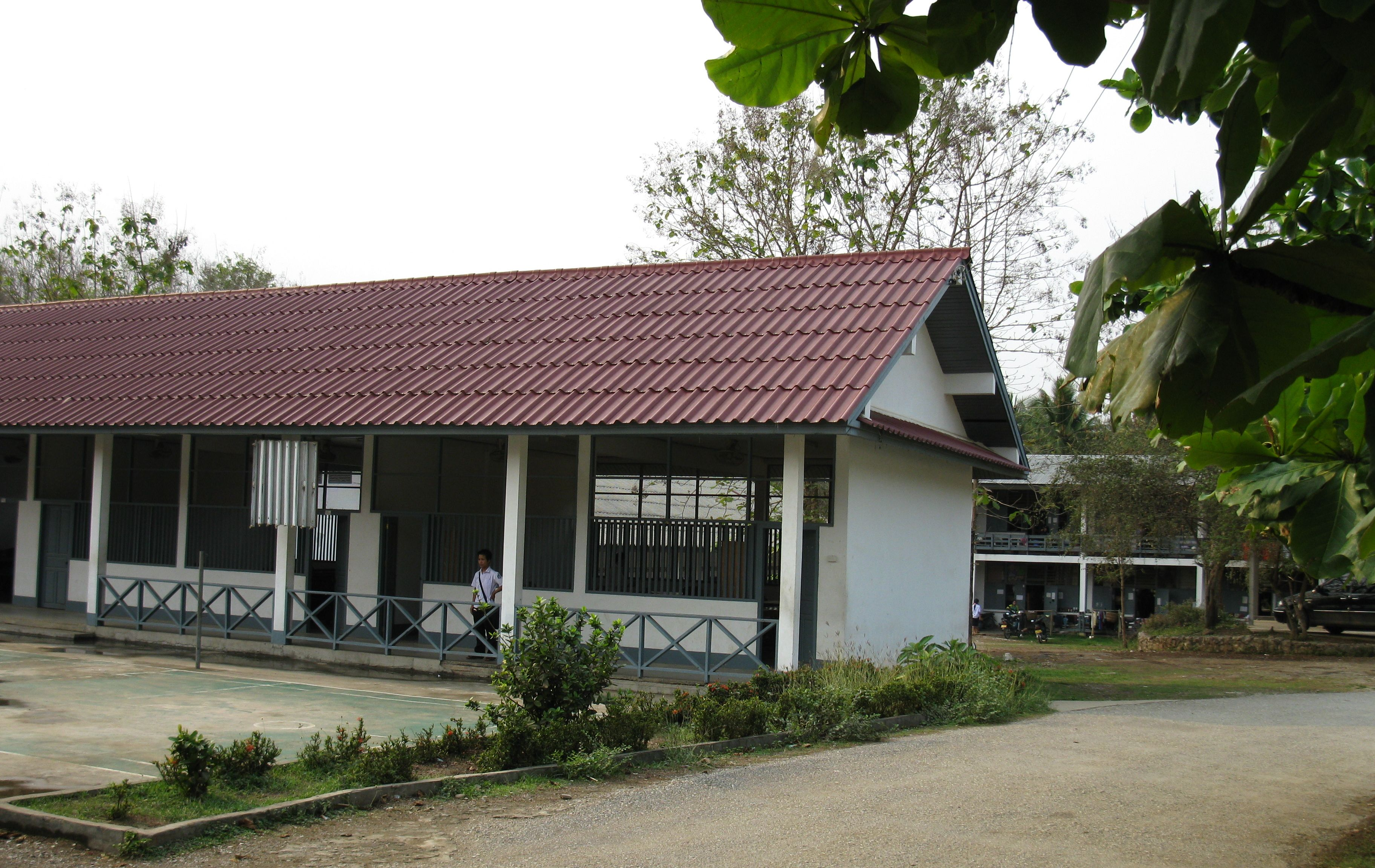
Campus in Luang Prabang

## Fakultäten
- Fakultät für Agrarwissenschaften
- Fakultät für Architektur
- Fakultät für Volks- und Betriebswirtschaftslehre
- Fakultät für Erziehungswissenschaften
- Fakultät für Ingenieurwissenschaften
- Fakultät für Forstwissenschaft
- Fakultät für Rechts- und Politikwissenschaften
- Fakultät für Literatur
- Fakultät für Naturwissenschaften
- Fakultät für Sozialwissenschaften
- Fakultät für Medizin
- Fakultät für Grundlagenstudien (zur Vorbereitung auf das Fachstudium)

## Weblink
- Internetauftritt der Nationaluniversität Laos (Lao, Englisch)